# ウクレレ

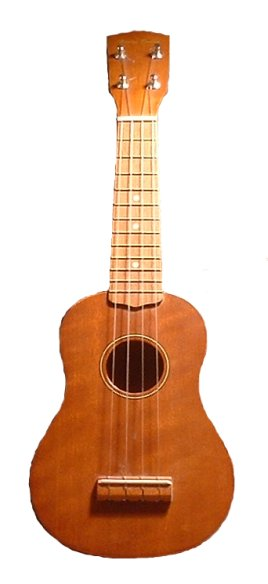
ウクレレ

ウクレレ（ukulele、ukelele、ハワイ語: ʻukulele）は、フレットが施された小型の弦楽器である。日本で最も普及しているのは、小さなギターのような胴体をもつ4弦のソプラノウクレレであるが、弦の数や胴体の形状、サイズにはさまざまな種類がある。また日本ではウクレレというとハワイアン音楽の楽器というイメージが強いが、世界では多彩な音楽シーンで使われている。

## 解説
ポルトガルからの移民が持ち込んだブラギーニャ（braguinha）と呼ばれる楽器を起源とし、ハワイで独自に改良を重ねられて現在の形になったとされる。高級なものにはしばしばハワイ特産のコアの木（koa）が材料として用いられる。また、現在のウクレレを確立したのはエマヌエル・ヌナスとされている。
ウクレレという言葉はハワイ語で「飛び跳ねる（lele）ノミ（ʻuku）」という意味で、当時の人気奏者のあだ名から取られたとも、小さな楽器の上で奏者の指が目まぐるしく動く様を表現したとも言われている。

### 種類
ウクレレには大別して4つのサイズがあり、小さいものから大きいものの順にソプラノ（スタンダード）、コンサート（アルト）、テナー、バリトンと名付けられている。
ソプラノより小さなタイプである「ポケット」や、バリトンよりも大きな「バス」を加えると6種類となる。
バリトンウクレレはサイズ・スケールともにテナーギターと同一である。
またウクレレから派生した楽器として、8弦のタロパッチや、胴の部分がバンジョーと同じ構造となったバンジョーウクレレなどが存在する。

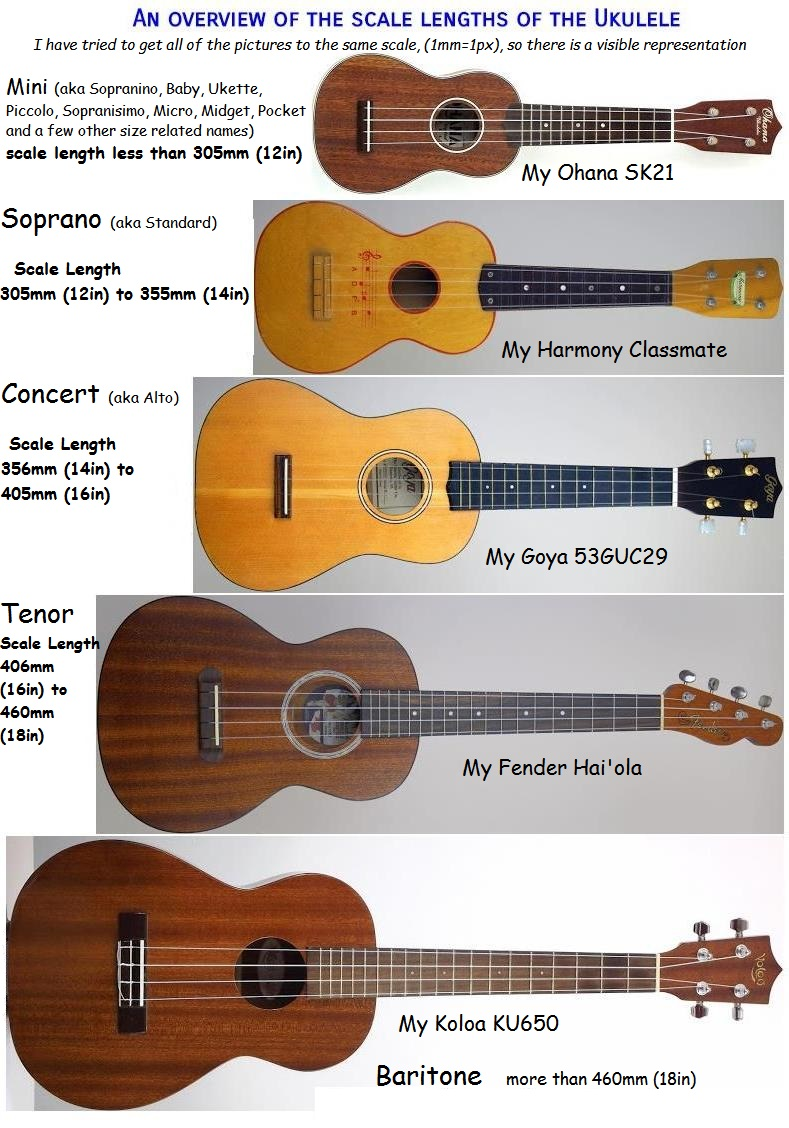
さまざまなサイズのウクレレ
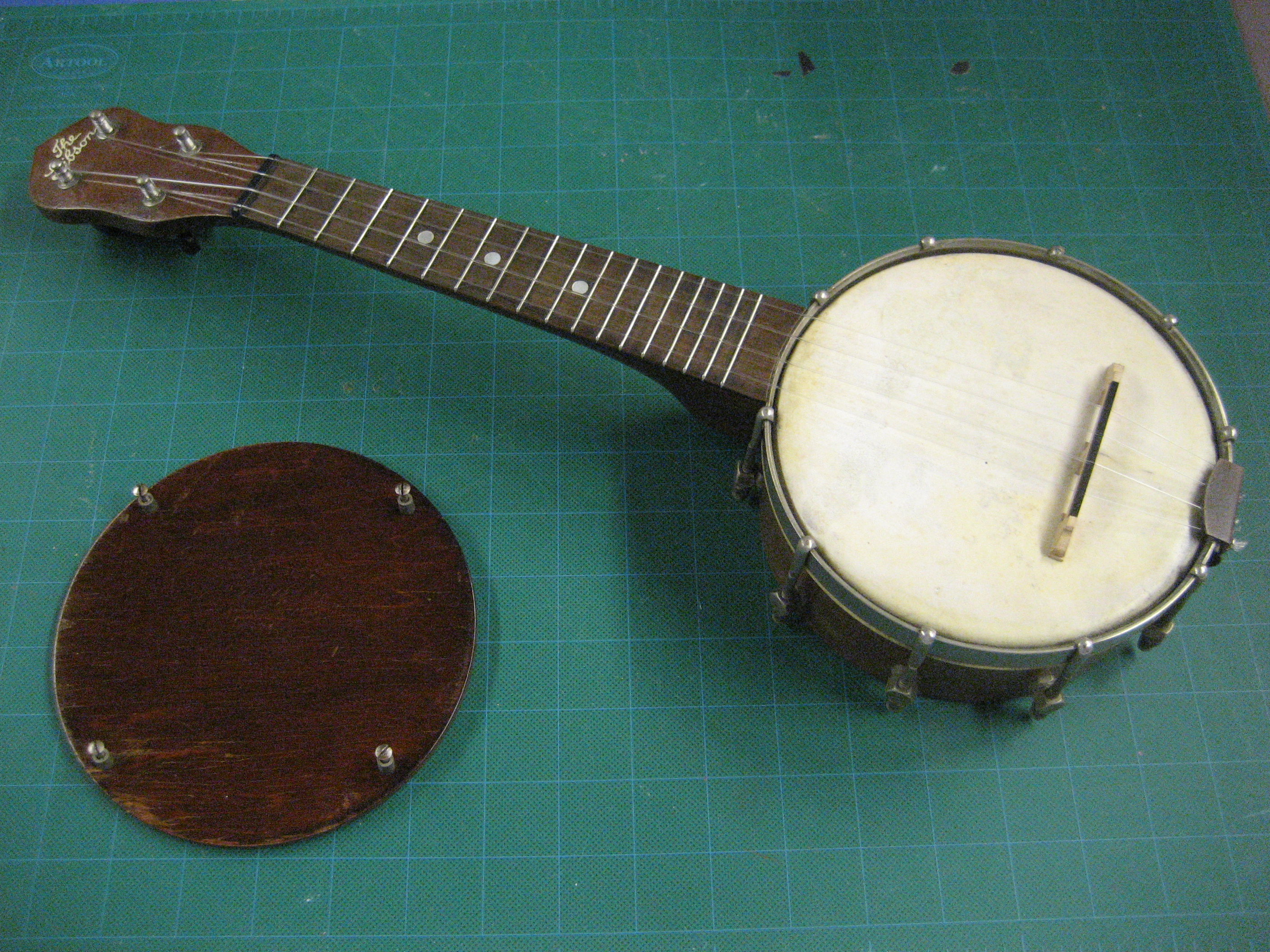
バンジョーウクレレ
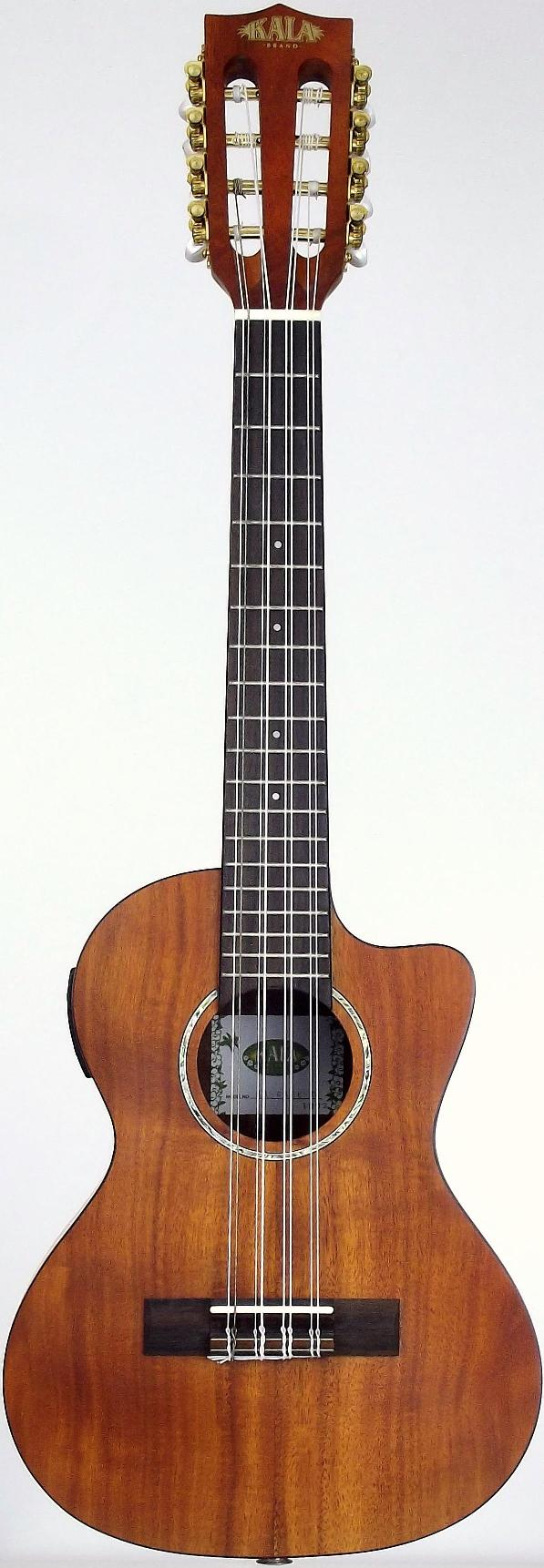
8弦のウクレレ(タロパッチ)
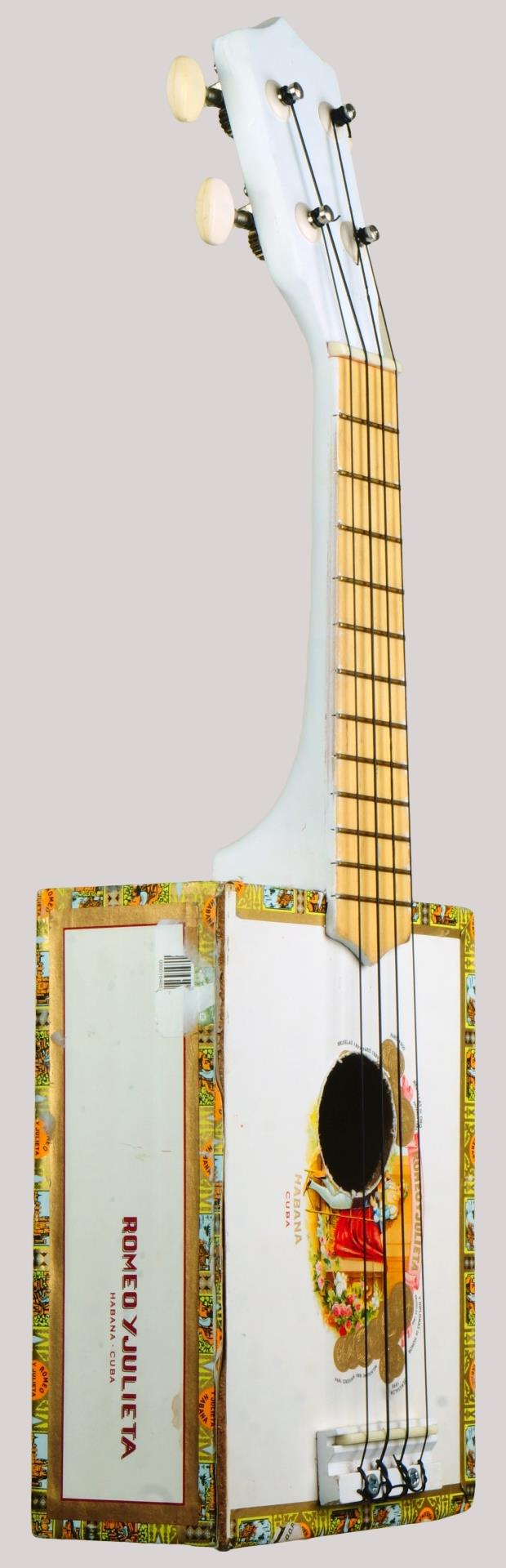
箱を再利用した胴体をもつウクレレ

以下のインチ(in)やセンチメートル(cm)によるサイズは、あくまでも目安である。
| 種別       | 別名                                   | 長さ          | 弦長          | フレットの数 | 音域          | 調弦                                    | 変則調弦                             |
| ---------- | -------------------------------------- | ------------- | ------------- | ------------ | ------------- | --------------------------------------- | ------------------------------------ |
| ポケット   | ピッコロ, ソプラニーノ, ソプラニッシモ | 16 in (41 cm) | 11 in (28 cm) | 10–12        | G4–D6 (E6)    | D5 G4 B4 E5                             | C5 F4 A4 D5                          |
| ソプラノ   | スタンダード, ウクレレ                 | 21 in (53 cm) | 13 in (33 cm) | 12–15        | C4–A5 (C6)    | G4 C4 E4 A4                             | A4 D4 F♯4 B4 G3 C4 E4 A4             |
| コンサート | ウクレレ                               | 23 in (58 cm) | 15 in (38 cm) | 15–18        | C4–C6 (D♯ 6)  | G4 C4 E4 A4                             | G3 C4 E4 A4                          |
| テナー     | タロ・パッチ, リリウ                   | 26 in (66 cm) | 17 in (43 cm) | 17–19        | G3–D6 (E6)    | G4 C4 E4 A4 (ハイG) G3 C4 E4 A4 (ローG) | D4 G3 B3 E4 A3 D4 F♯4 B4 D3 G3 B3 E4 |
| バリトン   | バリ, バリ・ウケ, タロパッチ           | 29 in (74 cm) | 19 in (48 cm) | 18–21        | D3–A♯5 (C♯ 6) | D3 G3 B3 E4                             | C3 G3 B3 E4                          |
| バス       | U-バス, ランブラー                     | 32 in (81 cm) | 21 in (53 cm) | 16           | E1–B3         | E1 A1 D2 G2                             | D1 A1 D2 G2 (ドロップD)              |

ソプラノ、コンサート、テナーは、一般に低音から高音へ順に、G-C-E-A にチューニングされるが、実はG弦は一オクターブ高く調弦されるために、その音程はE弦とA弦の中間に位置する。このためダウンストローク、アップストローク共に高音弦から入ることとなり、コード演奏時には独特の軽やかな響きが生まれる。
ソロ演奏においては音域の狭さをカバーするためにGを1オクターブ下げたLow-Gというチューニングも多用される。その際はG弦をLow-G専用のものに張り替える必要があるが、クラシックギターの3弦を代用することも可能。
バリトンについては、ギターの高音側4弦と同様に D-G-B-E にチューニングされることが多い。
かつてアメリカ合衆国では、現在よりも1音高いA-D-F#-B（アメリカンチューニング）が標準とされた。このチューニングは同国内では現在もしばしば使われることがある。
ブラジルにも カヴァキーニョ（cavaquinho）と呼ばれるウクレレに類似した4弦の楽器があり、サンバの伴奏などで頻繁に使用される。これはウクレレとは異なり金属弦が用いられ、通常 D-G-B-D　とチューニングされる。さらに南米のティプレ（tiple　10弦）や、タヒチ島のタヒチアン・ウクレレ（8弦）なども起源を同じくする楽器であると考えられる。

### その他
- 英語での発音は「ウクレレ」ではなく、「ユーカレイリー」に近い音になることに留意する必要がある。なお、本来のハワイ語での発音は「ウクレレ」に近い。

- 洗足学園音楽大学学生（のちプロ奏者）の望月和介が世界初のウクレレ協奏曲とされる『ウクレレのための小協奏曲』を作曲した[2]。

## 著名な奏者

### アメリカ合衆国
おもにウクレレ奏者、ウクレレを弾く歌手として知られる人物
- ビル・タピア
- グレース・ヴァンダーウォール
- エディ・ヴェダー
- クリフ・エドワーズ
- イズラエル・カマカヴィヴォオレ
- ハーブ・オオタ
- ジェイク・シマブクロ
- ブルース・シマブクロ
- テレサ・ブライト

ウクレレも弾くミュージシャン
- クリス・アレン
- リッチー・サンボラ
- ジャック・ジョンソン (ミュージシャン)
- テイラー・スウィフト
- ズーイー・デシャネル
- メーガン・トレイナー
- チューン・ヤーズ

ウクレレも弾くその他の著名人
- バスター・キートン
- レベッカ・シュガー
- ウィリアム・H・メイシー

### 日本
日本で活動する外国人を含む。
おもにウクレレ奏者、ウクレレを弾く歌手として知られる人物
- 青戸裕之
- 石田英範（パイティティ）
- IWAO（山口岩男）
- Vance K
- 上野まな（ソロ活動においてはウクレレ弾き語りシンガーとして活動）
- Ebak
- 面谷誠二（IMEHA）
- キヨシ小林
- 日下貴博
- 近藤利樹
- さぁさ
- 佐々木敢一（和田弘とマヒナスターズ）
- 鈴木智貴
- つじあやの
- 津村泰彦
- 洞口依子（パイティティ）
- 名渡山遼
- Petty Booka
- 森嘉彦
- 山野さと子
- KAZUKI & NAOTO
- Kaolu - ハワイアンシンガー
- キヨサク (MONGOL800)

ウクレレも弾くミュージシャン
- 安達ひでや
- 忌野清志郎　(ライブで「デイ・ドリーム・ビリーバー」を8弦ウクレレで弾き語りした)
- 大橋彰彦
- 大橋節夫（スティールギターで知られるが、ウクレレ演奏のアルバムも出している）
- ゴンチチ（ゴンザレス三上、チチ松村）
- バッキー白片（スティールギターで知られるが、ウクレレ演奏のアルバムも出している）
- 関口和之（サザンオールスターズのベーシストとして知られるが、ソロでは演奏する事も）
- 琢磨仁
- 知久寿焼
- 成瀬英樹
- Nodatin
- 灰田勝彦
- 灰田有紀彦
- 斉藤和義
- 坂崎幸之助（THE ALFEEのアコースティックギターとパーカッションを担当しているが、ウクレレも演奏できる）
- 西野カナ（基本的にはハンドマイクで歌うが、コンサート内でウクレレの弾き語りをしたことがある）
- 南ななこ

ウクレレ漫談家
- ウクレレえいじ
- パーマ大佐
- ぴろき
- 牧伸二

ウクレレも弾くその他の著名人
- 高木ブー（ザ・ドリフターズ）
- 小錦八十吉 (1963年生)
- 瀬戸弘司(YouTuber)

ウクレレも弾くモデル
- ukurena

### その他の地域
おもにウクレレ奏者、ウクレレを弾く歌手として知られる人物
- ジィ・アーヴィ
- ジェームス・ヒル (カナダのミュージシャン)
- ジョージ・フォーンビー
- ザ・ウクレレ・オーケストラ・オブ・グレート・ブリテン

ウクレレも弾くミュージシャン
- ヤエル・ナイム
- シド・バレット
- トマ・フェルセン
- ポール・マッカートニー

ウクレレも弾くその他の著名人
- ピーター・セラーズ